# Brandon Nakashima
Brandon Nakashima (San Diego, 3 agosto 2001) è un tennista statunitense.
Nel circuito maggiore ha vinto in singolare un titolo al San Diego Open 2022 e ha disputato altre due finali. Nelle prove del Grande Slam ha raggiunto gli ottavi di finale a Wimbledon 2022 e agli US Open 2024. Vanta alcuni altri titoli nei circuiti minori e il suo miglior ranking ATP in singolare è stato il 31º posto dell'aprile 2025. Anche in doppio ha vinto un titolo ATP ma non è andato oltre il 193° del ranking nel febbraio 2025. Tra gli juniores ha raggiunto il terzo posto nella classifica mondiale di categoria.

## Biografia
Nasce a San Diego da una famiglia di origini asiatiche, il padre Wesley è nato in California e ha origini giapponesi, mentre la madre Christina è nata in Vietnam e a 5 anni si è trasferita in California. Anche il fratello Bryce ha intrapreso la carriera di tennista. Brandon Nakashima si avvicina alla disciplina a tre anni, quando il nonno materno lo porta a giocare nei campi da tennis vicino a casa. Il suo idolo è Roger Federer, ma sostiene che il suo tipo di gioco assomigli di più a quello di Novak Đoković.

## Carriera

### Tra gli juniores e nei campionati di College statunitensi
Fa le sue prime due apparizioni nell'ITF Junior Circuit nel 2015 e ritorna a giocare nel 2017 con buoni risultati, tra i quali spicca la semifinale disputata in doppio all'Orange Bowl. Nel 2018 vince il primo titolo in singolare al torneo di Grade 1 International Spring Championships, e dopo i quarti di finale al torneo juniores del Roland Garros vince in singolare il torneo sull'erba di Grade 1 Junior International Roehampton. Viene eliminato nei quarti anche agli US Open e chiude la stagione in ottobre trionfando al prestigioso ITF Junior Masters battendo in finale Tseng Chun-hsin. Il 31 dicembre 2018 sale alla 3ª posizione della classifica mondiale ITF Junior, che resterà il suo best ranking.
Nel gennaio 2019 si iscrive all'Università della Virginia e con la squadra dell'ateneo gioca nei campionati di College dell'Atlantic Coast Conference (ACC). Si distingue subito come uno dei migliori tennisti nella storia dell'ateneo, a fine stagione viene nominato esordiente dell'anno dell'ACC e della regione atlantica dell'Intercollegiate Tennis Association (ITA) e viene inserito nell'All-ACC First Team e nell'All-ACC Academic Team. Impegnato nei campionati di College, nel 2019 gioca solo tre prove juniores del Grande Slam e a Roehampton, raggiunge i quarti di finale in doppio agli Australian Open, al Roland Garros e, al suo ultimo impegno nella categoria, agli US Open, dove consegue il miglior risultato della stagione raggiungendo la semifinale in singolare. Nel novembre di quello stesso anno annuncia di lasciare l'università per diventare un tennista professionista.

### 2016-2019, inizi tra i professionisti, primo titolo ITF e prime semifinali Challenger
Fa la sua prima esperienza tra i professionisti nel 2016 vincendo il primo incontro nelle qualificazioni del Fairfield Challenger e viene eliminato nell'incontro successivo. Ritorna nel 2018 e debutta con una sconfitta nel tabellone principale di un torneo dell'ITF Men's Circuit. Tra le sue rare apparizioni di quella stagione, viene sconfitto al primo turno di qualificazione al Masters 1000 di Indian Wells e al secondo turno di qualificazione agli US Open, dove supera Ante Pavić e cede in due set a Ugo Humbert. A settembre alza il suo primo trofeo da professionista grazie al successo su Maxime Cressy nella finale del torneo ITF U.S.A. F25 a Laguna Niguel. Impegnato nei tornei di College, nel 2019 gioca solo 8 tornei e i migliori risultati sono le semifinali raggiunte nei Challenger di Fairfield, dopo aver eliminato tra gli altri il nº 111 del ranking ATP Tarō Daniel, e di Charlottesville.

### 2020, primi quarti di finale ATP, primo titolo Challenger e top 200
Passato al professionismo, nel gennaio 2020 disputa il suo ultimo torneo ITF e vince il titolo all'M25 di Rancho Santa Fe con il successo in finale su Geoffrey Blancaneaux. A febbraio debutta nel circuito maggiore con una wild card al Delary Beach Open, al primo turno sconfigge il nº 64 ATP Jiří Veselý, primo top 100 battuto in carriera, al secondo ha la meglio sul nº 79 Cameron Norrie e viene eliminato da Yoshihito Nishioka nei quarti di finale. Dopo la semifinale raggiunta al successivo Challenger 125 di Indian Wells, il 9 marzo porta il best ranking alla 219ª posizione mondiale.
Dopo la lunga pausa dovuta alla pandemia di COVID-19, riceve un'altra wild card per il tabellone principale degli US Open e viene eliminato al secondo turno in 4 set dal nº 7 del mondo Alexander Zverev dopo aver sconfitto Paolo Lorenzi. Nel finale di stagione continua a progredire in classifica con buone prestazioni nei Challenger e a novembre vince il primo titolo di categoria all'Orlando Open, non perde alcun set in tutto il torneo e in finale ha la meglio su Prajnesh Gunneswaran con il punteggio di 6-3, 6-4. Con questo successo entra per la prima volta nella top 200 del ranking, in 166ª posizione.

### 2021, prime due finali ATP e top 100
Nel febbraio 2021 vince il secondo titolo Challenger al Quimper II sconfiggendo in finale Bernabé Zapata Miralles; nel torneo di Quimper disputa e perde la sua prima finale in doppio in coppia con Hunter Reese. Torna a giocare nel circuito ATP e supera le qualificazioni ad Acapulco, al primo turno del main draw perde contro Frances Tiafoe al tie-break del set decisivo. Supera per la prima volta le qualificazioni in una prova dello Slam a Wimbledon e al primo turno cede in 4 set a Taylor Fritz. Disputa la sua prima finale ATP nel successivo torneo di Los Cabos grazie alla vittoria in semifinale su John Isner, e nell'incontro per il titolo raccoglie solo 4 giochi contro Cameron Norrie. Raggiunge subito la finale anche ad Atlanta e concede la rivincita a Isner che si impone in due set dopo che al secondo turno Nakashima aveva eliminato il nº 22 del mondo Milos Raonic. A fine torneo entra per la prima volta nella top 100 del ranking, in 87ª posizione.
Torna a battere Isner al primo turno degli US Open e al secondo viene sconfitto da Alex Molčan. Uscito al secondo turno anche al Torneo ATP di casa a San Diego e al Masters 1000 di Indian Wells, raggiunge i quarti ad Anversa e perde in due set contro Diego Schwartzman. Vince il suo terzo titolo Challenger al successivo torneo di Brest battendo in finale João Sousa per 6-3, 6-3. A coronamento dell'ottima stagione prende parte alle Next Generation ATP Finals di Milano, supera il round-robin con i successi su Juan Manuel Cerúndolo e Holger Rune, mentre perde contro il futuro vincitore Carlos Alcaraz, e viene eliminato in semifinale da Sebastian Korda al quinto set.

### 2022, primo titolo ATP, ottavi a Wimbledon, top 50 e trionfo alle Next Gen ATP Finals
Nel 2022 gioca quasi esclusivamente nel circuito maggiore e nel corso della stagione entrano nel suo staff tecnico i prestigiosi coach Edoardo Infantino e Franco Davín. All'esordio stagionale raggiunge i quarti di finale a Sydney e nei mesi successivi non va mai oltre il secondo turno fino a maggio, quando raggiunge per la prima volta il terzo turno in una prova del Grande Slam al Roland Garros e viene sconfitto in tre set da Alexander Zverev. Inizia la stagione su erba al Challenger di Surbiton perdendo nei quarti di finale contro Andy Murray ed esce nei quarti anche all'ATP di 's-Hertogenbosch per mano di Adrian Mannarino. Raggiunge il quarto turno a Wimbledon, dopo aver sconfitto al secondo turno il semifinalista dell'anno precedente Denis Shapovalov, e cede al quinto set contro il futuro finalista Nick Kyrgios. L'11 luglio porta il best ranking al 49º posto mondiale, nonostante che a Wimbledon l'ATP non abbia assegnato punti del ranking per protesta contro gli organizzatori che avevano escluso i tennisti russi e bielorussi dopo l'invasione russa dell'Ucraina.
Scende subito oltre il 60º posto dopo i quarti di finale raggiunti ad Atlanta e Los Cabos, tornei in cui l'anno prima aveva disputato le finali. Con la vittoria su Grigor Dimitrov si spinge fino al terzo turno anche agli US Open e perde al quarto set contro Jannik Sinner. Il 25 settembre conquista il primo titolo ATP in carriera nel torneo della sua città natale, il San Diego Open; elimina nell'ordine Svajda, Kudla, Galán nei quarti, contro cui perde l'unico set di tutto il torneo, O'Connell in semifinale e in finale supera Marcos Giron con un doppio 6-4. A fine torneo porta il best ranking alla 48ª posizione. Continua l'ascesa in classifica con il secondo turno raggiunto a Tokyo e sale al 43º posto dopo i quarti disputati a Firenze. A novembre trionfa alle Next Generation ATP Finals, supera in 4 set in semifinale Jack Draper e vince il titolo battendo Jiří Lehečka per 4-3, 4-3, 4-2.

### 2023, una semifinale ATP e uscita dalla top 100
Inizia la stagione con due sconfitte al primo turno tra cui quella agli Australian Open, dopo la quale resta inattivo per più di un mese. Al rientro non va oltre il secondo turno ad Acapulco, Indian Wells – dove al primo turno elimina John Isner – e al Miami Open. Torna a disputare un semifinale ATP in maggio a Lione con il successo nei quarti contro il nº 17 del mondo Tommy Paul, e viene sconfitto da Arthur Fils al tie-break del set decisivo. Ha quindi inizio un periodo negativo con frequenti sconfitte al primo turno, tra cui quelle all'Open di Francia, a Wimbledon e agli US Open, mentre vince due incontri di fila solo a Winston-Salem. Perde tutti i punti guadagnati con il trionfo di San Diego l'anno precedente e a fine settembre esce dalla top 100. Al secondo turno dello Shanghai Masters consegue la vittoria più prestigiosa da inizio carriera eliminando il nº 5 del mondo Holger Rune – primo top 10 sconfitto in carriera – al quale concede due soli giochi- per poi uscire al turno seguente contro il giocatore di casa Zhang Zhizhen. Sul finale di stagione gioca diversi Challenger senza andare mai oltre le semifinali e chiude il 2023 fuori dalla top 100.

### 2024: rientro in top 100, ottavi di finale agli US Open, Cincinnati e Canada, semifinale a Stoccarda e Hangzhou, 35º nel ranking
Eliminato nelle qualificazioni agli Australian Open, risale la classifica con buone prestazioni nei Challenger, a gennaio vince la finale al Tenerife Challenger contro Pedro Martínez e a fine mese rientra nella top 100. A febbraio perde in finale al Koblenz Open contro Jurij Rodionov e a fine mese si aggiudica il titolo di doppio all'Open Pau-Pyrénées in coppia con Christian Harrison. All'Indian Wells Open elimina il nº 32 del mondo Jiří Lehečka ed esce al secondo turno per mano di Christopher Eubanks. Inizia la stagione sulla terra battuta spingendosi fino ai quarti a Houston. Al secondo turno del Barcelona Open ha la meglio in due set sul nº 8 del mondo Andrej Rublëv. Supera le qualificazioni a Madrid e Roma ma non supera il primo turno, viene eliminato al secondo turno del Roland Garros dalla testa di serie nº 6 Hubert Hurkacz.
Incomincia la risalita in classifica durante la stagione su erba dove con la semifinale raggiunta a Stoccarda e il terzo turno a Wimbledon, ritorna così tra i primi sessanta giocatori del ranking. Continua il suo buon momento anche sul cemento con gli ottavi di finale disputati ai Masters 1000 del Canada e di Cincinnati, viene eliminato entrambe le volte dal top 10 Andrej Rublëv. Raggiunge gli ottavi di finale anche agli US Open e viene eliminato in quattro set dal nº 4 del mondo e futuro finalista Alexander Zverev. Grazie a questi risultati entra per la prima volta in carriera in top 40 e porta il miglior ranking al 35º posto mondiale dopo aver raggiunto la sua seconda semifinale stagionale del circuito maggiore ad Hangzhou. Di rilievo il successo sul nº 12 del mondo Tommy Paul al Vienna Open ed esce di scena al secondo turno.

### 2025: un titolo ATP in doppio e 31º nel ranking di singolare
Dopo i risultati negativi nei primi tornei stagionali, a febbraio vince il suo primo titolo ATP in doppio al Delray Beach Open, in coppia con Miomir Kecmanović sconfigge in finale Christian Harrison / Evan King per 7-6, 1-6, [10-3], mentre in singolare esce di scena nei quarti. Si mette in luce anche all'ATP 500 Abierto Mexicano de Tenis raggiungendo la semifinale, persa contro Tomáš Macháč dopo aver eliminato il nº 13 del mondo Holger Rune (ritiratosi nel primo set). Continua l'ascesa spingendosi per la prima volta fino al quarto turno in un Masters 1000 all'Indian Wells Open e di nuovo al Miami Open; dopo la semifinale persa agli U.S. Men's Clay Court Championships sale al 31º posto mondiale.

## Statistiche

### Singolare

#### Vittorie (1)
| Legenda              |
| Grande Slam (0)      |
| ATP Finals (0)       |
| ATP Masters 1000 (0) |
| ATP Tour 500 (0)     |
| ATP Tour 250 (1)     |

| N. | Data              | Torneo                    | Superficie | Avversario in finale | Punteggio |
| 1. | 25 settembre 2022 | San Diego Open, San Diego | Cemento    | Marcos Giron         | 6–4, 6–4  |

#### Finali perse (2)
| Legenda              |
| Grande Slam (0)      |
| ATP Finals (0)       |
| ATP Masters 1000 (0) |
| ATP Tour 500 (0)     |
| ATP Tour 250 (2)     |

| N. | Data           | Torneo                    | Superficie | Avversario in finale | Punteggio   |
| 1. | 25 luglio 2021 | Los Cabos Open, Los Cabos | Cemento    | Cameron Norrie       | 2–6, 2–6    |
| 2. | 1º agosto 2021 | Atlanta Open, Atlanta     | Cemento    | John Isner           | 6(8)–7, 5–7 |

### Doppio

#### Vittorie (1)
| Legenda              |
| Grande Slam (0)      |
| ATP Finals (0)       |
| ATP Masters 1000 (0) |
| ATP Tour 500 (0)     |
| ATP Tour 250 (1)     |

| N. | Data             | Torneo                          | Superficie | Compagno          | Avversari in finale          | Punteggio           |
| 1. | 16 febbraio 2025 | Delray Beach Open, Delray Beach | Cemento    | Miomir Kecmanović | Christian Harrison Evan King | 7–6(3), 1–6, [10–3] |

### Next Generation ATP Finals

#### Vittorie (1)
| Legenda                        |
| Next Generation ATP Finals (1) |

| N. | Data             | Torneo                             | Superficie  | Avversario in finale | Punteggio           |
| 1. | 12 novembre 2022 | Next Generation ATP Finals, Milano | Cemento (i) | Jiří Lehečka         | 4–3(5), 4–3(6), 4–2 |

### Tornei minori

#### Singolare

##### Vittorie (6)
| Legenda tornei minori |
| Challenger (4)        |
| Futures (2)           |

| N. | Data              | Torneo                                     | Superficie  | Avversari in finale     | Punteggio |
| 1. | 23 settembre 2018 | USA F25, Laguna Niguel                     | Cemento     | Maxime Cressy           | 6–4, 6–4  |
| 2. | 19 gennaio 2020   | USA M25, Rancho Santa Fe                   | Cemento     | Geoffrey Blancaneaux    | 6–3, 6–3  |
| 3. | 22 novembre 2020  | Orlando Open, Orlando                      | Cemento     | Prajnesh Gunneswaran    | 6–3, 6–4  |
| 4. | 7 febbraio 2021   | Open Quimper Bretagne Occidentale, Quimper | Cemento (i) | Bernabé Zapata Miralles | 6–3, 6–4  |
| 5. | 31 ottobre 2021   | Brest Challenger, Brest                    | Cemento (i) | João Sousa              | 6–3, 6–3  |
| 6. | 21 gennaio 2024   | Tenerife Challenger, Tenerife              | Cemento (i) | Pedro Martínez          | 6–3, 6–3  |

##### Finali perse (2)
| Legenda tornei minori     |
| Challenger (2)            |
| ITF World Tennis Tour (0) |

| N. | Data             | Torneo                             | Superficie  | Avversario in finale | Punteggio        |
| -- | ---------------- | ---------------------------------- | ----------- | -------------------- | ---------------- |
| 1. | 19 novembre 2023 | Good to Great Challenger, Danderyd | Cemento (i) | Maximilian Marterer  | 6–2, 4–6, 3–6    |
| 2. | 4 febbraio 2024  | Koblenz Open, Coblenza             | Cemento (i) | Jurij Rodionov       | 7–6(7), 1–6, 2–6 |

#### Doppio

##### Vittorie (2)
| Legenda tornei minori     |
| Challenger (2)            |
| ITF World Tennis Tour (0) |

| N. | Data             | Torneo                                       | Superficie  | Compagno           | Avversari in finale                     | Punteggio   |
| 1. | 4 novembre 2023  | Internazionali di Tennis di Bergamo, Bergamo | Cemento (i) | Evan King          | Francisco Cabral Henry Patten           | 6–4, 7–6(1) |
| 2. | 24 febbraio 2024 | Open Pau-Pyrénées, Pau                       | Cemento (i) | Christian Harrison | Romain Arneodo Tristan-Samuel Weissborn | 7–6(5), 6–4 |

##### Finali perse (1)
| Legenda tornei minori |
| Challenger (1)        |
| Futures (0)           |

| N. | Data            | Torneo                                     | Superficie  | Compagno     | Avversari in finale          | Punteggio |
| 1. | 6 febbraio 2021 | Open Quimper Bretagne Occidentale, Quimper | Cemento (i) | Hunter Reese | Ruben Bemelmans Daniel Masur | 2–6, 1–6  |

## Vittorie contro giocatori top 10
| Stagione | 2023 | 2024 | Totale |
| Vittorie | 1    | 1    | 2      |

| #    | Giocatore     | Rank | Evento                     | Superficie  | Turno | Punteggio   |
| ---- | ------------- | ---- | -------------------------- | ----------- | ----- | ----------- |
| 2023 |               |      |                            |             |       |             |
| 1.   | Holger Rune   | 5    | Shanghai Masters, Shanghai | Cemento (i) | 2T    | 6–0, 6–2    |
| 2024 |               |      |                            |             |       |             |
| 2.   | Andrej Rublëv | 8    | Barcelona Open, Barcellona | Terra rossa | 2T    | 6–4, 7–6(6) |